# Champion (Nav)
Champion è un singolo del rapper canadese Nav pubblicato il 26 giugno 2018.

## Video musicale
Il video musicale, girato alle Hawaii, è stato pubblicato sul canale VEVO di Nav.

## Tracce
1. Champion – 3:15